# A Perfect 36
A Perfect 36 é um filme mudo norte-americano de 1918, do gênero comédia, dirigido por Charles Giblyn, escrito por Tex Charwate, estrelado por Mabel Normand e Rod La Rocque.